# とうぞ

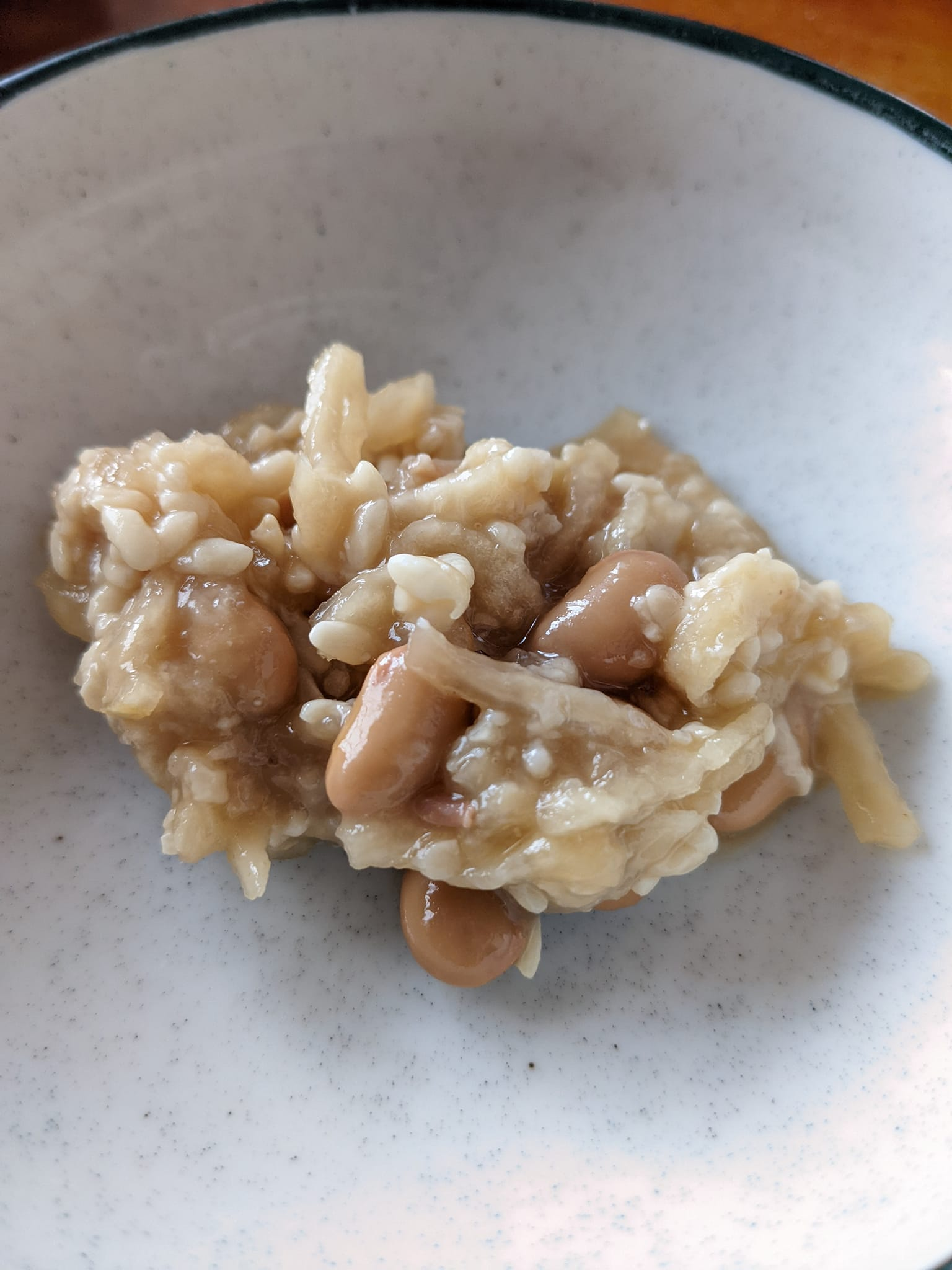
とうぞ

とうぞ、あるいはとうぞうは、千葉県の伝統的な醗酵食品である。漢字では豆造と表記される。

## 概要
大豆の煮汁と米麹、食塩、さらに煮大豆か納豆、切り干し大根を混ぜて発酵させたものである。。千葉県の上総地方、特に市原市周辺を中心に伝承されているが、大正から昭和初期の千葉県の食生活を記述した『日本の食生活全集　聞き書き千葉の食事』では、山武郡九十九里町、長生郡長南町、印旛郡八街町の項に、とうぞの記述がある（印旛郡八街町では、「とうぞう」と呼称される）。

## 作り方
以下は、長生郡長南町での例である。
味噌を仕込む折に出た大豆の煮汁1升に対し、塩1合、米麹5合、納豆わら苞2つ分、自家製の切り干し大根を用意する。
1. 豆の煮汁が熱いうちに塩を溶かす。
2. 煮汁を人肌程度の温度に冷まし、米麹、納豆、水戻しした切り干し大根を加える
3. 樽や甕に仕込み、1週間ほど発酵させる。

※梅雨の時候まで保存する場合は、塩を多めに入れ、米麹を加えない。

## 利用
かつての千葉県の農村では、冬の農閑期に1年分の味噌を仕込んでいた。とうぞは味噌を仕込む際の産業廃棄物ともいえる豆の煮汁を有効活用できるため、味噌仕込みの副産物として各家庭で作られ、飯のおかずや茶請けとして好まれた。「とうぞが無ければごはんを食べた気がしない」「とうぞをかけた飯はこたえされない（こたえられない）」との証言が残る。20世紀後半以降では各家庭で味噌を仕込む習慣もすたれ、とうぞは忘れられた食品になりかけていたが、県内の味噌業者が「豆造」を製造、販売している。また市原市内のラーメン店ではトッピングにとうぞを用いたいちはらーめんを開発するなど、とうぞが伝承されている。